# Abū Gharīb
Abū Gharīb (persiska: ابو قریب, Abū Qarīb, ابو غریب) är en ort i Iran.   Den ligger i provinsen Ilam, i den västra delen av landet, 500 km sydväst om huvudstaden Teheran. Abū Gharīb ligger 178 meter över havet och antalet invånare är 171.
Terrängen runt Abū Gharīb är platt. Runt Abū Gharīb är det ganska tätbefolkat, med 96 invånare per kvadratkilometer. Närmaste större samhälle är Abū Ghoveyr, 13,7 km sydväst om Abū Gharīb. Trakten runt Abū Gharīb består till största delen av jordbruksmark.